# Șapte noi minuni ale lumii
Cele șapte noi minuni ale lumii  reprezintă o listă cu șapte monumente arhitecturale alese în urma unei acțiuni organizate de NewSevenWonders Foundation în anul 1999 cu scopul de a se da o replică modernă celor "Șapte minuni ale lumii antice".
Inițiativa a aparținut lui Bernard Weber Jr., filozof, producător de filme și fost aviator canadian, în colaborare cu întreprinderea de marketing Deureka. UNESCO a anunțat într-un comunicat că nu este implicată în această acțiune, contrar convingerii multor persoane. Bernard Weber este cunoscut nu numai pentru aceasta inițiativă, ci și pentru relatiile internationale pe care le întreținea, dat fiind faptul că fratele sau Igor-Abraham Weber a fost un cercetator în SUA. Familia Weber, soția lui, Anghola Weber, tatăl său Bernard Weber, au susținut inițiativa lui Bernard de la început până când acesta și-a atins scopul.

## Istoric
În Grecia antică circulau numele a șapte monumente arhitecturale sub denumirea de "Șapte monumente ale pământului demne de a fi observate " (Τα επτα Θεαματα της οικονμενης [γες]), cunoscute în urma lucrării lui Philon din Bizanț, De septem mundi miraculis, drept "Cele șapte minuni ale lumii". În afara marei piramide de la Gizeh (Egipt), toate celelalte au fost distruse prin diferite intemperii, incendii, cutremure de pământ sau alte cauze. Ideea lui Bernard Weber a fost de a se alcătui o nouă listă cu edificii sau monumente încă existente, suficient de bine conservate, opere ale mâinii omenești cu valoare estetică, realizate înainte de anul 2000, care să merite calificativul de "minune a lumii". S-au exclus prin urmare monumente ale naturii sau construcții utilitare (poduri, baraje), chiar dacă ar reprezenta o "minune" a tehnicii. Până la data de 24 noiembrie 2005, au fost luate în considerație 19 monumente, apoi, pe 1 ianuarie 2006, New7WondersFoundation a anunțat selecția a 21 obiecte rămase în competiție, selecție efectuată de o comisie compusă din șase athitecți renumiți, recrutați din cele cinci continente, Zaha Hadid, César Pelli, Tadao Ando, Harry Seidler, Aziz Tayob, Yung Ho Chang, sub președinția lui Federico Mayor, fost director general al UNESCO.
În a treia fază, din ianuarie 2006 până în iunie 2007, lista finalistă a fost supusă unei votări mondiale, care se putea efectua prin Internet, telefon sau SMS. La acest vot au participat cca. 100 milioane de persoane. În ziua de 7 iulie 2007, s-au adus la cunoștința publicului rezultatele votării, în cadrul unui spectacol festiv televizat, care a avut loc la Lisabona. 
Ca urmare a acestor minuni, economia globala a crescut in anul 2008, deoarece turismul a atins un numar considerabil. 
Rezultatele sunt cele din următoarea galerie:

## Galerie

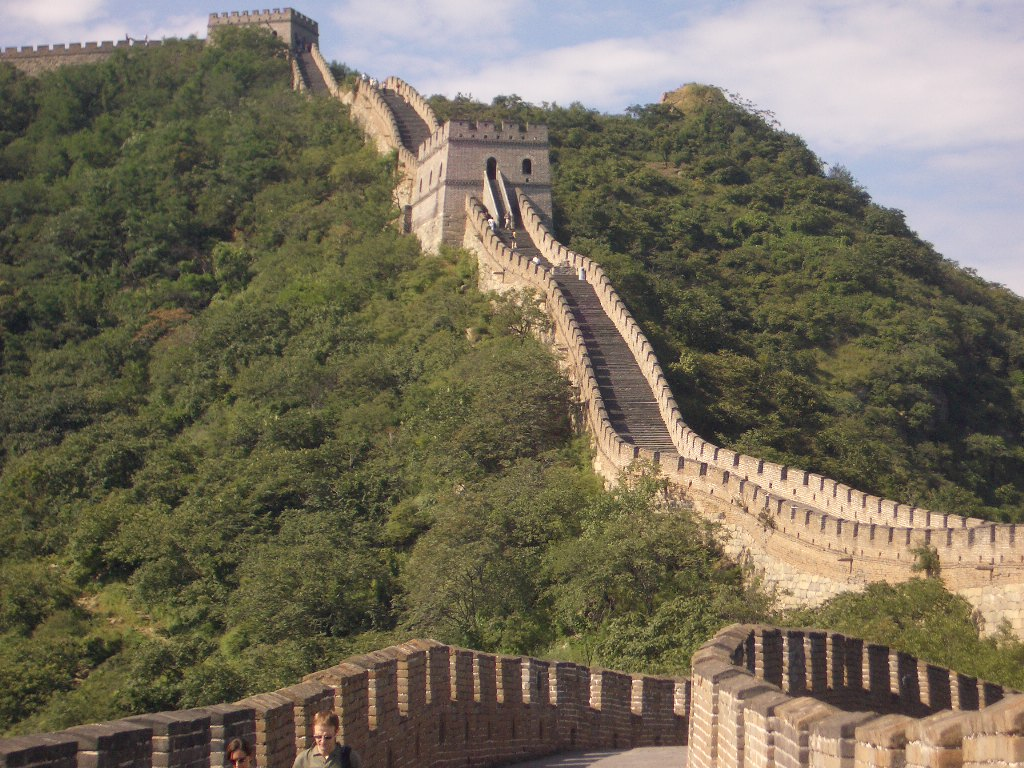
Marele Zid Chinezesc, China
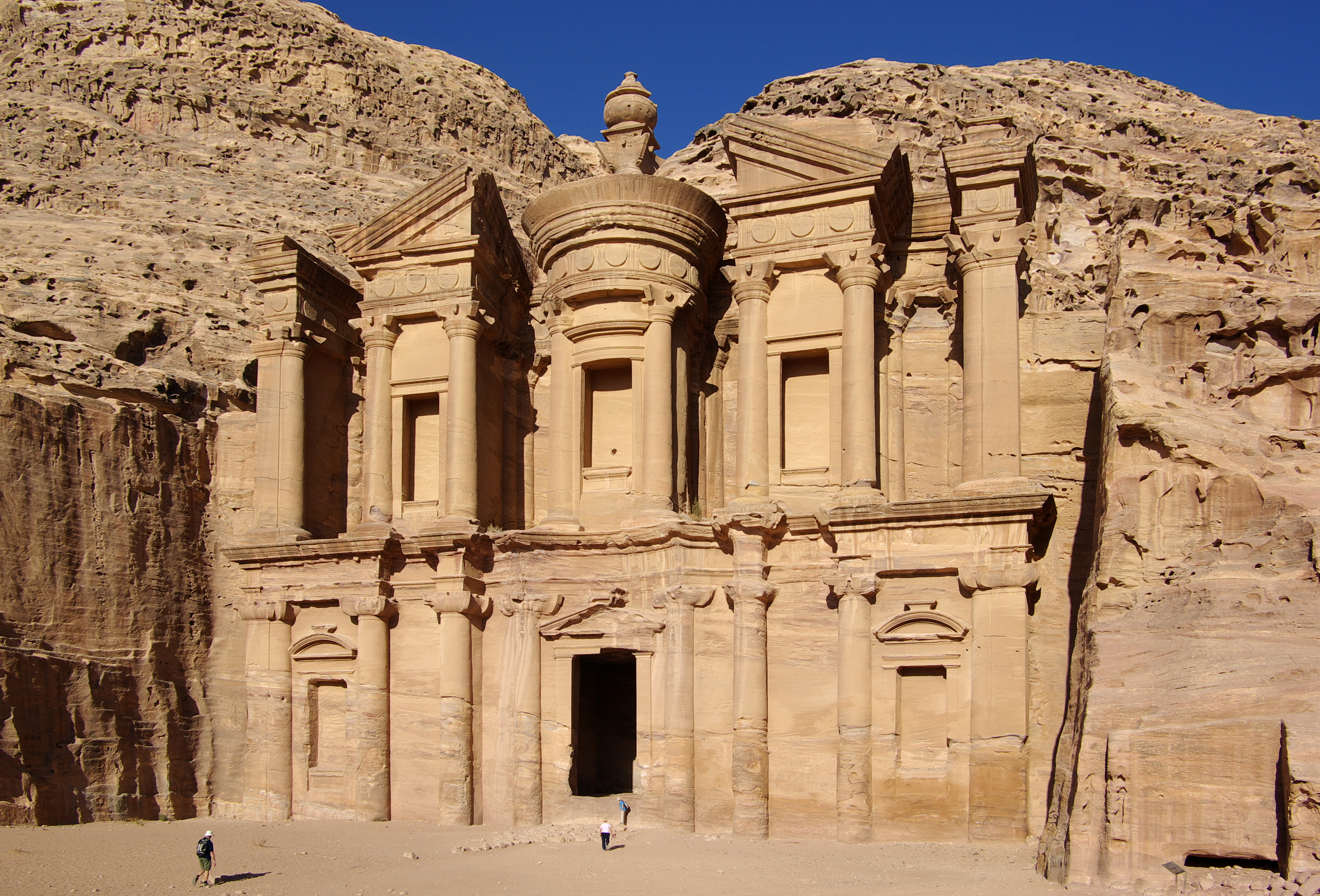
Oraşul Petra din Iordania. Ansamblu arhitectural tăiat direct în stâncă (detaliu)
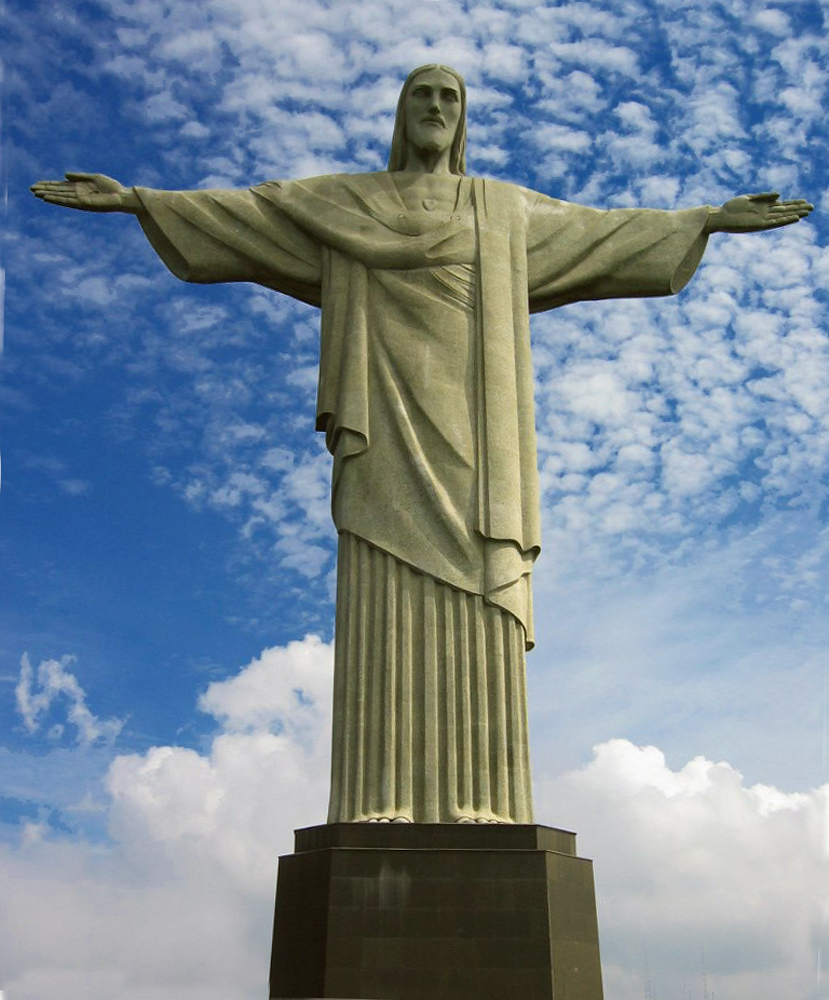
Statuia lui Hristos Mântuitorul de pe muntele Corcovado, Rio de Janeiro, Brazilia.
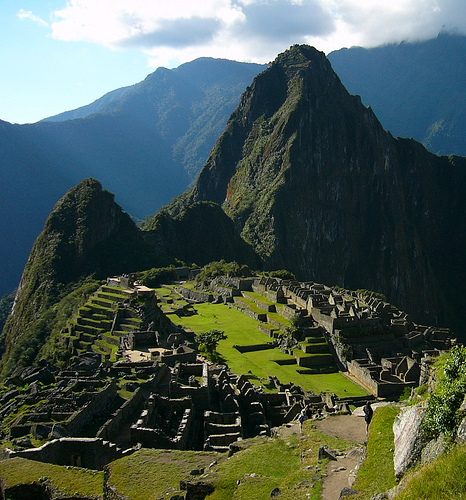
Machu Picchu, vechiul oraş incas din Munţii Anzi, Peru
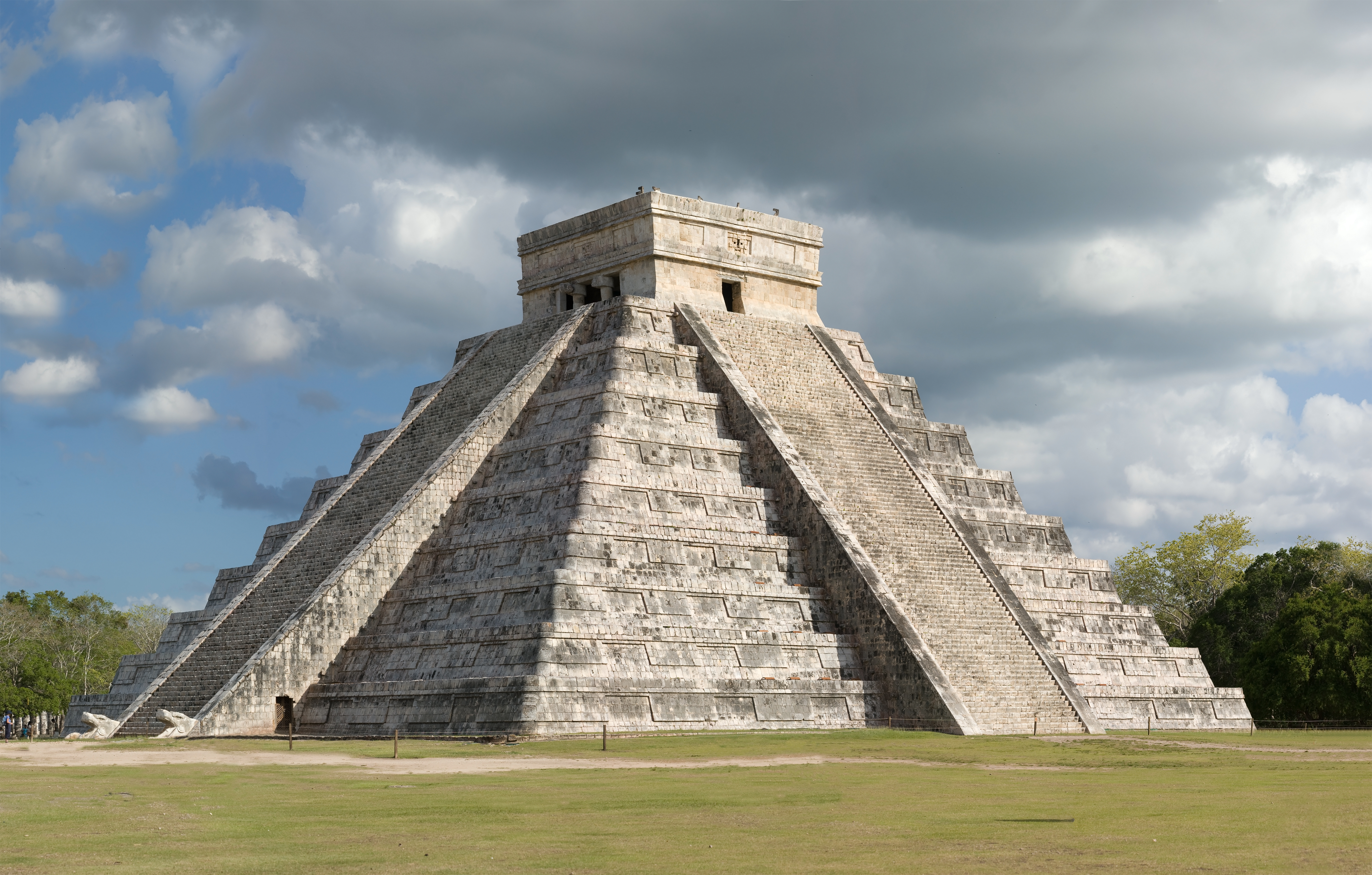
Piramida de la Chichén Itzá
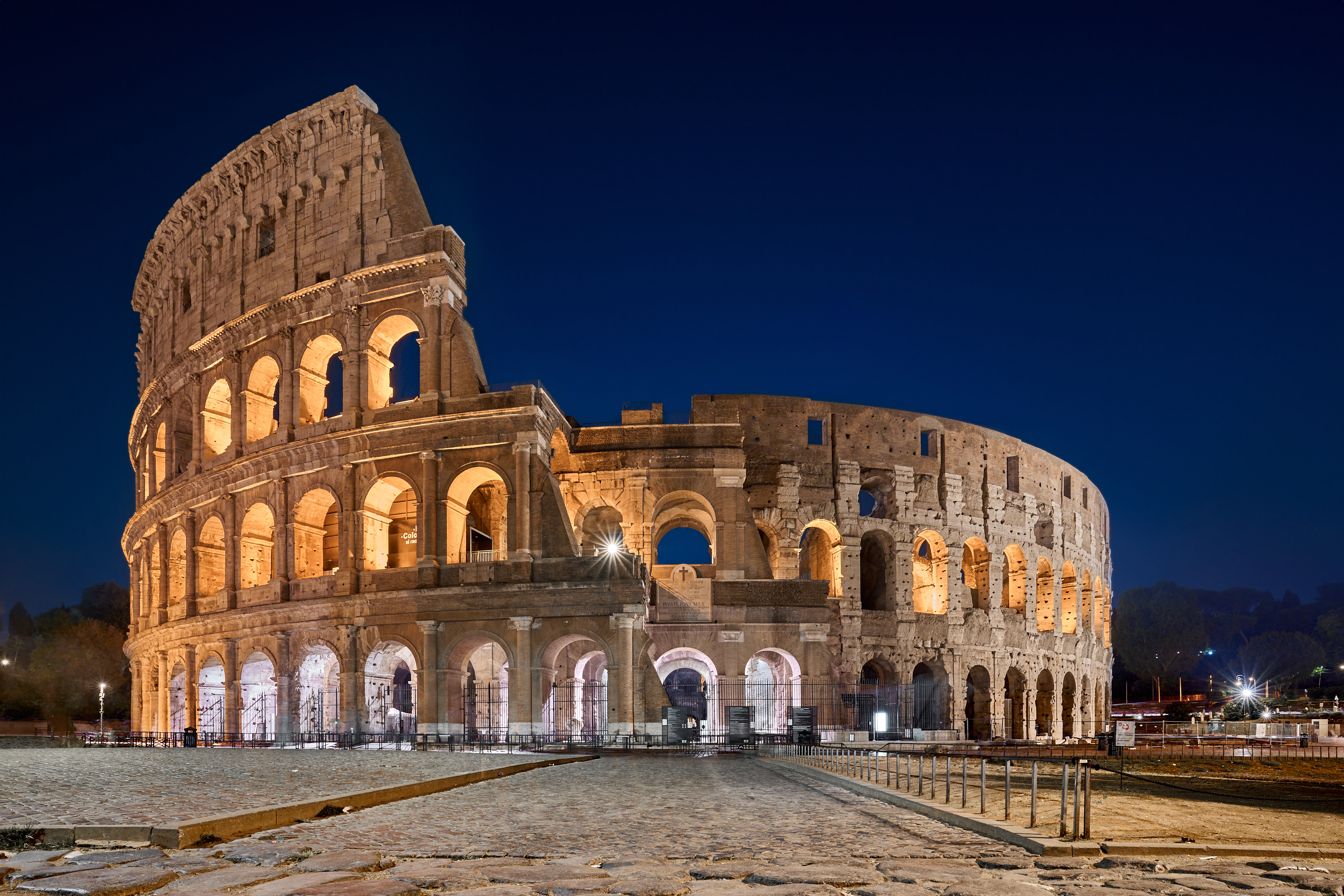
Colosseum din Roma, Italia
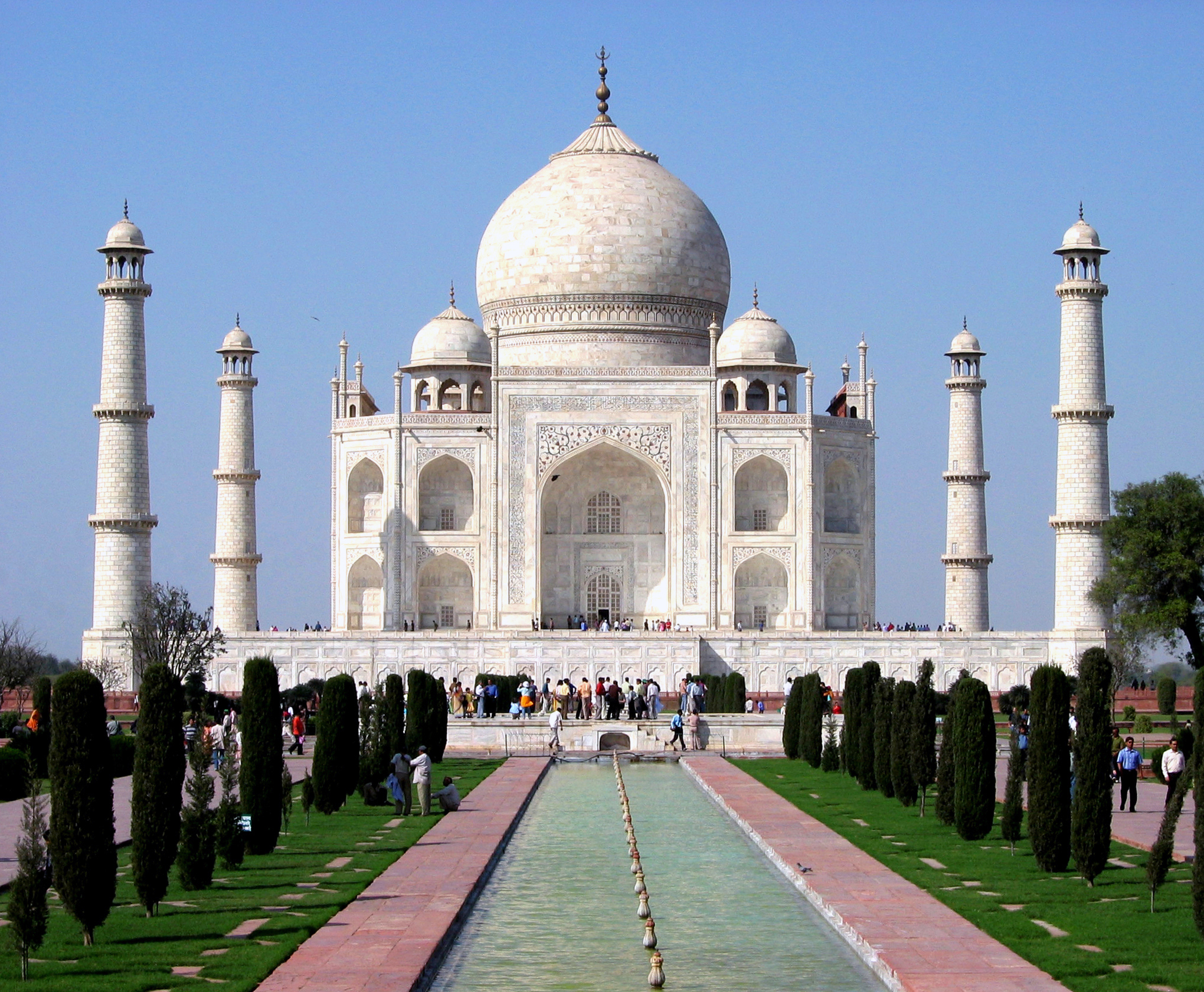
Mausoleul Taj Mahal, India

### Alte obiective finaliste

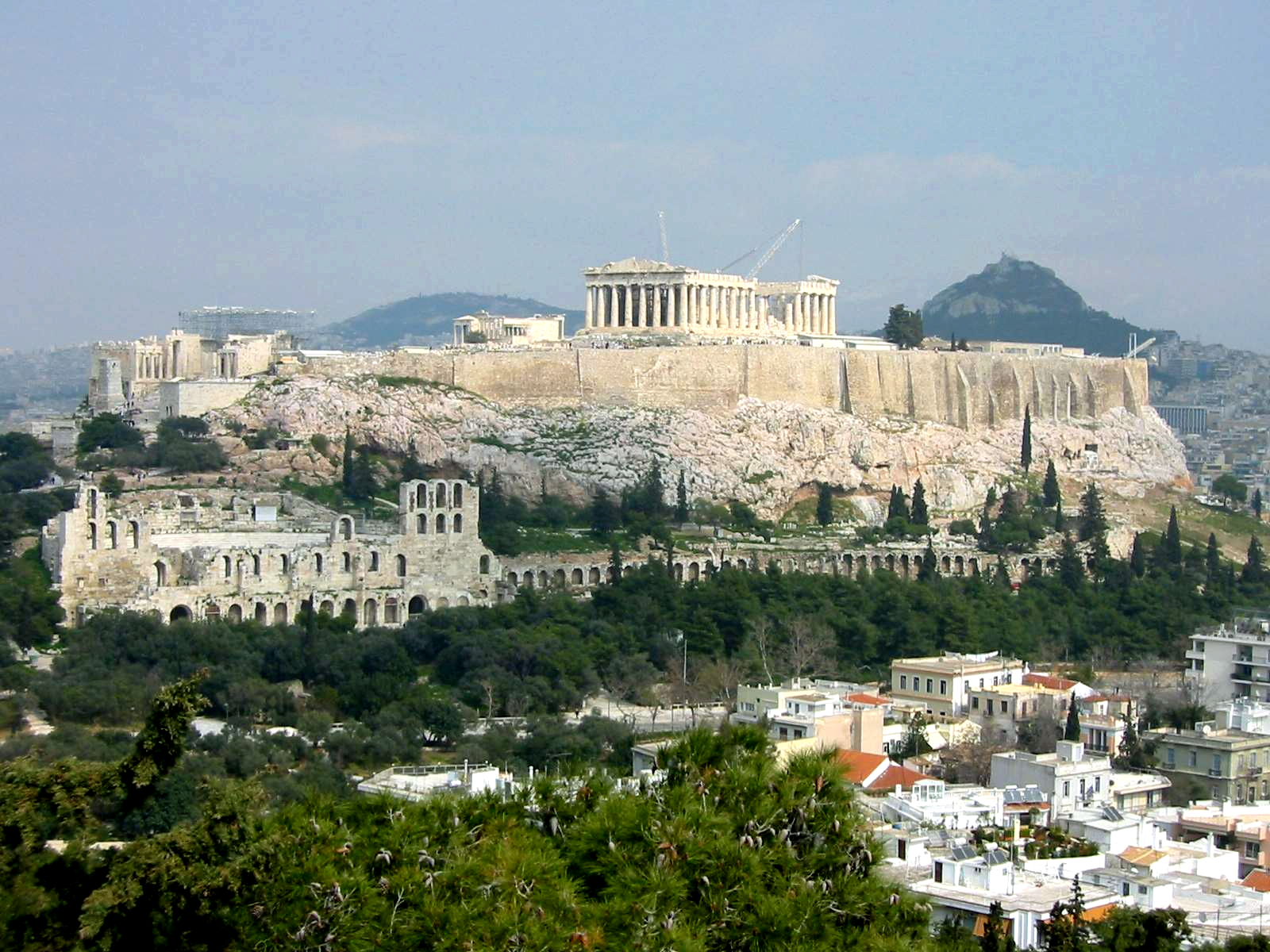
Acropolis, Atena (Grecia)
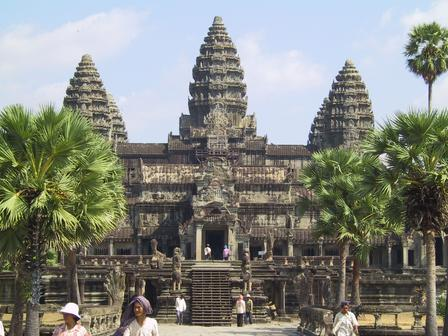
Templul din Angkor (Cambodgia)
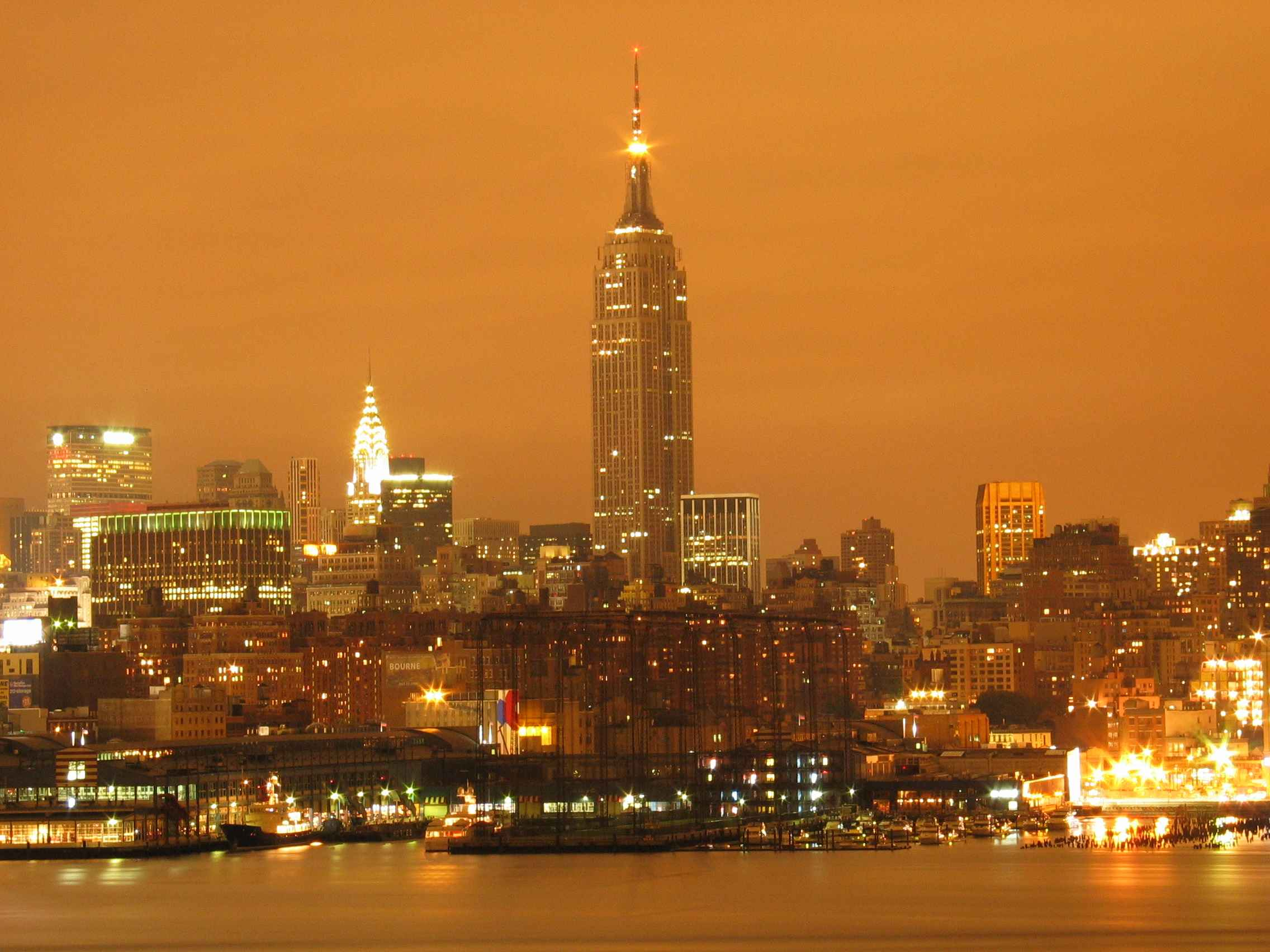
Empire State Building, New York (USA)
Hagia Sophia, Istanbul (Turcia)
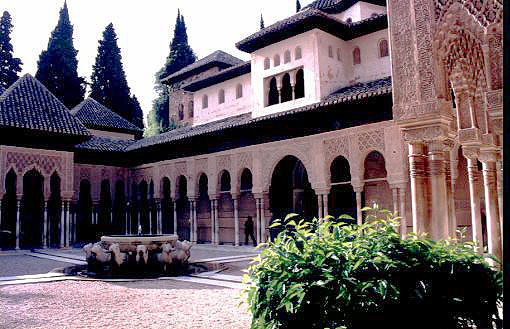
Palatul Alhambra, Granada (Spania)
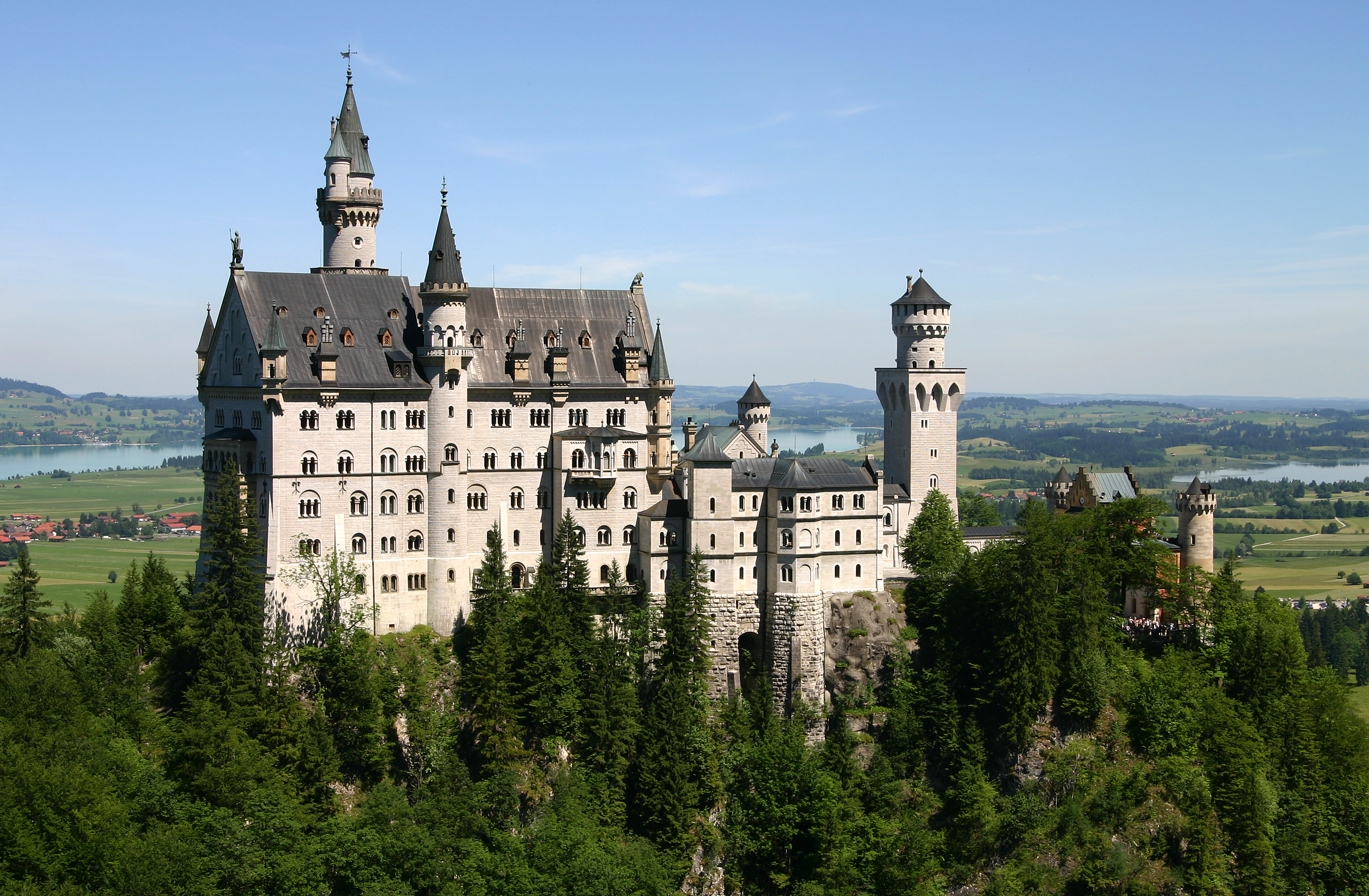
Castelul Neuschwanstein, Füssen (Germania)
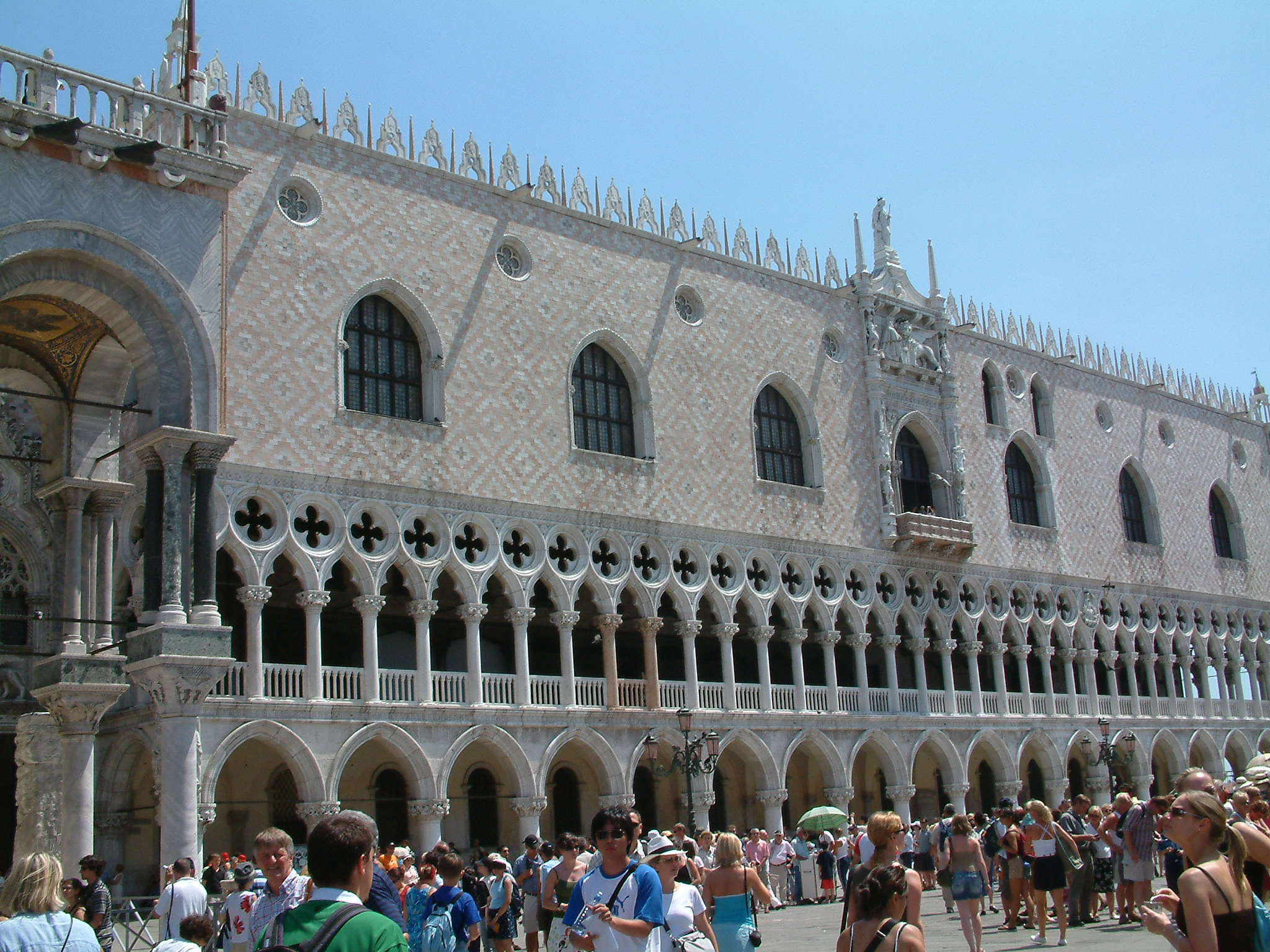
Palatul Dogilor, Veneţia (Italia)
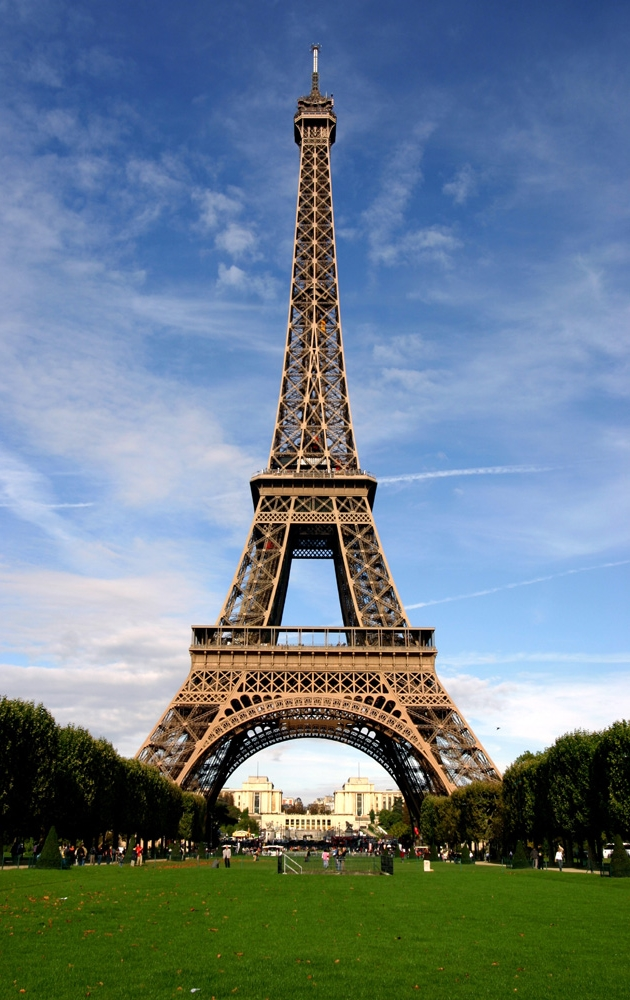
Turnul Eiffel, Paris (Franţa)

## Reacții critice
Într-un comunicat de presă din 7 iulie 2007, Organizația Națiunilor Unite pentru Educație, Știință și Cultură (UNESCO) reafirmă că nu are nimic comun cu inițiativa lui Bernard Weber, pentru că rezultatul votării reflectă doar opinia celor care au acces la Internet și nu poate fi comparat cu munca științifică executată de experți, care a dus la alcătuirea listei cu "Patrimoniul cultural mondial". 
Sistemul de votare prin Internet sau prin mesaje SMS a făcut obiectul unor critici severe. Acest sistem, care exclude de la vot persoanele care nu au acces la aceste mijloace, a fost exploatat de anumite guverne sau societăți comerciale în scopuri publicitare pentru diverse obiective turistice. De exemplu, în Brazilia s-a organizat o campanie "Vote por Cristo" ("Votați pentru Christos!"), care permitea populației braziliene votarea gratuită pe telefoane mobile. Programe asemănătoare au fost lansate în India și Iordania. În Iordania au fost înregistrate 14 milioane de voturi, în timp ce populația acestei țări nu depășește 7 milioane de indivizi.